# ASEANの紋章
東南アジア諸国連合の紋章（とうなんアジアしょこくれんごうのもんしょう）は、2007年に制定された。この紋章は、安定した、平和の、結束する、かつ活力に満ちたASEANを表す。紋章に使用されている青、赤、白、黄色は加盟国の紋章の主要な色を表す。青は平和、安定を表し、赤は勇気、活力を表し、白は純粋を表し、黄色は繁栄を表す。中央に描かれているのは稲の茎で友好と結束で結ばれた東南アジアすべての国から構成されるASEANの創設者の夢を表す。円はASEANの統一性を表す。紋章に書かれている「asean」のフォントはHelveticaの小文字の太字。